# Graniczna Placówka Kontrolna Terespol (kolejowa)
Graniczna Placówka Kontrolna Terespol – kolejowa – zlikwidowany pododdział Wojsk Ochrony Pogranicza wykonujący kontrolę graniczną osób, towarów i środków transportu bezpośrednio w przejściu granicznym na granicy z ZSRR.

## Formowanie i zmiany organizacyjne
W październiku 1945 Naczelny Dowódca WP nakazywał sformować na granicy 51 przejściowych punktów kontrolnych.
Graniczna Placówka Kontrolna Terespol powstała w 1945 jako Kolejowy Przejściowy Punkt Kontrolny (PPK Terespol – kolejowy) I kategorii o etacie nr 8/10  w strukturach 7 Lubelskiego Oddziału Ochrony Pogranicza. Obsada PPK Terespol składała się z 33 żołnierzy i 3 pracowników cywilnych.
W 1946 Przejściowy Punkt Kontrolny Terespol został przeformowany do kategorii A według etatu nr 7/10 w strukturach 7 Lubelskiego Oddziału Wojsk Ochrony Pogranicza. w 1947 przyjął nazwę Graniczna Placówka Kontrolna WOP Terespol (GPK WOP Terespol). 
W 1948 nastąpiła kolejna reorganizacja Wojsk Ochrony Pogranicza. Oddziały WOP przeformowano w brygady ochrony pogranicza, a GPK WOP Terespol – kolejowy przemianowano na Graniczna Placówka Ochrony Pogranicza nr 28 Terespol kategorii A – kolejowa i przeformowano według etatu nr 7/51 w strukturach 13 Brygady OP. W 1950 przeformowana na etat nr 096/20 .
W 1956 została wyłączona z etatu 23 Brygady WOP i podporządkowana dowództwu WOP.
Reorganizacja, jaką przechodziły Wojska Ochrony Pogranicza w czerwcu 1956, doprowadziły do likwidacji 23 Brygady i podległych jej pododdziałów. W miejsce zniesionej jednostki utworzono dwie samodzielne: Grupę Manewrową Wojsk Ochrony Pogranicza Tomaszów (Chełm) Lubelski i Samodzielny Oddział Zwiadowczy WOP Chełm do którego została włączona Graniczna Placówka Kontrolna Terespol z połączenia: Granicznej Placówki Kontrolnej Terespol – kolejowa i Granicznej Placówki Kontrolnej Terespol – drogowa.

## Podległe przejście graniczne
- Terespol-Brześć (kolejowa).

## Dowódcy/komendanci granicznej placówki kontrolnej
- por. Jan Banak[5]
- por. Stanisław Janczarek[5]
- kpt. Mikołaj Gaczyński[5] (do 1954)
- mjr Wacław Czajkowski[5].